# Sojuela
Sojuela è un comune spagnolo di 570 abitanti situato nella comunità autonoma di La Rioja.